# Blue;s
Blue;s – ósmy minialbum południowokoreańskiej grupy Mamamoo, wydany 29 listopada 2018 roku przez wytwórnię RBW. Głównym singlem z płyty jest „Wind flower”. Płyta Blue;s była trzecią częścią projektu „Four Seasons”.
Sprzedał się w nakładzie 59 698 egzemplarzy w Korei Południowej (stan na marzec 2021).

## Lista utworów
| CD | CD                                                                                                 | CD                                   | CD                           | CD                         | CD      |
| Nr | Tytuł utworu                                                                                       | Tekst                                | Kompozycja                   | Aranżacja                  | Długość |
| -- | -------------------------------------------------------------------------------------------------- | ------------------------------------ | ---------------------------- | -------------------------- | ------- |
| 1. | „Gaeuleseo Gyeoullo (Intro)” (kor. 가을에서 겨울로 (Intro))                                        | Kim Do-hoon                          | Kim Do-hoon                  | Kim Do-hoon                | 1:36    |
| 2. | „No more drama”                                                                                    | Kim Do-hoon, Solar, Moonbyul         | Kim Do-hoon, Solar, Moonbyul | Kim Do-hoon                | 3:10    |
| 3. | „Wind flower”                                                                                      | Kim Do-hoon, Park Woo-sang, Moonbyul | Kim Do-hoon, Park Woo-sang   | Kim Do-hoon, Park Woo-sang | 3:56    |
| 4. | „HELLO” (wyk. Solar)                                                                               | Solar                                | Solar                        | Kim Do-hoon, Mingky        | 3:16    |
| 5. | „Saenggagbodan Gwaenchanha (Better than I thought)” (kor. 생각보단 괜찮아 (Better than I thought)) | Lee Hoo-sang, Moonbyul               | Lee Hoo-sang                 | Lee Hoo-sang               | 3:23    |
| 6. | „Morning”                                                                                          | Park Woo-sang, Moonbyul              | Park Woo-sang                | Park Woo-sang              | 4:04    |

## Notowania
| Lista                         | Pozycja |
| ----------------------------- | ------- |
| French Download Albums (SNEP) | 173     |
| Gaon Weekly Album Chart       | 7       |
| Five Music (Tajwan)           | 1       |